# Lijst van interlands Israëlisch voetbalelftal 1950-1959
Deze pagina toont een chronologisch en gedetailleerd overzicht van de interlands die het Israëlisch voetbalelftal heeft gespeeld in de periode 1950 – 1959.

## Interlands

### 1950
|                                                                        |                                                      |       |               |                                                                                        |
| 28 oktober Vriendschappelijk № 10 «onderlinge duels» 15:00 uur (UTC+2) | Israël                                               | 5 – 1 | Turkije       | Maccabiahstadion, Tel Aviv Toeschouwers: 10.000 Scheidsrechter: Giuseppe Carpani (ITA) |
| 28 oktober Vriendschappelijk № 10 «onderlinge duels» 15:00 uur (UTC+2) | Itzhak Gambash 27' Yeoshua Glazer 41', 58', 71', 88' |       | 64' Reha Eken | Maccabiahstadion, Tel Aviv Toeschouwers: 10.000 Scheidsrechter: Giuseppe Carpani (ITA) |

|                                                                        |                                                                      |       |                         |                                                                                         |
| 3 december Vriendschappelijk № 11 «onderlinge duels» 14:30 uur (UTC+2) | Turkije                                                              | 3 – 2 | Israël                  | Dolmabahçestadion, Istanbul Toeschouwers: 35.000 Scheidsrechter: Giacomo Bertolio (ITA) |
| 3 december Vriendschappelijk № 11 «onderlinge duels» 14:30 uur (UTC+2) | Halit Deringör 41' İsfendiyar Açıksöz 64' Lefter Küçükandonyadis 85' |       | 36', 39' Yeoshua Glazer | Dolmabahçestadion, Istanbul Toeschouwers: 35.000 Scheidsrechter: Giacomo Bertolio (ITA) |

### 1951
Geen interlands gespeeld.

### 1952
Geen interlands gespeeld.

### 1953
|                                                                           |                    |       |        |                                                                                            |
| 1 november WK 1954 kwalificatie № 12 «onderlinge duels» 15:30 uur (UTC+2) | Griekenland        | 1 – 0 | Israël | Leoforos Alexandrasstadion, Athene Toeschouwers: 22.000 Scheidsrechter: Renzo Massai (ITA) |
| 1 november WK 1954 kwalificatie № 12 «onderlinge duels» 15:30 uur (UTC+2) | Thanasis Bebis 53' |       |        | Leoforos Alexandrasstadion, Athene Toeschouwers: 22.000 Scheidsrechter: Renzo Massai (ITA) |

|                                                                           |                      |       |        |                                                                                  |
| 8 november WK 1954 kwalificatie № 13 «onderlinge duels» 14:15 uur (UTC+1) | Joegoslavië          | 1 – 0 | Israël | Gradskistadion, Skopje Toeschouwers: 25.000 Scheidsrechter: Albert Alsteen (BEL) |
| 8 november WK 1954 kwalificatie № 13 «onderlinge duels» 14:15 uur (UTC+1) | Miloš Milutinović 2' |       |        | Gradskistadion, Skopje Toeschouwers: 25.000 Scheidsrechter: Albert Alsteen (BEL) |

### 1954
|                                                                     |        |                                              |             |                                                                                       |
| 8 maart Vriendschappelijk № 14 «onderlinge duels» 15:45 uur (UTC+2) | Israël | 0 – 2                                        | Griekenland | Ramat Ganstadion, Ramat Gan Toeschouwers: 35.000 Scheidsrechter: Riccardo Pieri (ITA) |
| 8 maart Vriendschappelijk № 14 «onderlinge duels» 15:45 uur (UTC+2) |        | 61' Dimitris Kokkinakis 83' Georgios Kamaras |             | Ramat Ganstadion, Ramat Gan Toeschouwers: 35.000 Scheidsrechter: Riccardo Pieri (ITA) |

|                                                                         |        |                  |             |                                                                                  |
| 21 maart WK 1954 kwalificatie № 15 «onderlinge duels» 16:00 uur (UTC+2) | Israël | 0 – 1            | Joegoslavië | Ramat Ganstadion, Ramat Gan Toeschouwers: 50.000 Scheidsrechter: Reg Leafe (ENG) |
| 21 maart WK 1954 kwalificatie № 15 «onderlinge duels» 16:00 uur (UTC+2) |        | 80' Branko Zebec |             | Ramat Ganstadion, Ramat Gan Toeschouwers: 50.000 Scheidsrechter: Reg Leafe (ENG) |

|                                                 |             |       |                    |                                                                             |
| 1 mei Vriendschappelijk № 16 «onderlinge duels» | Zuid-Afrika | 2 – 1 | Israël             | Rand Stadion, Johannesburg Toeschouwers: 22.000 Scheidsrechter: Cable (RSA) |
| 1 mei Vriendschappelijk № 16 «onderlinge duels» | ?           |       | 42' Yeoshua Glazer | Rand Stadion, Johannesburg Toeschouwers: 22.000 Scheidsrechter: Cable (RSA) |

### 1955
Geen interlands gespeeld.

### 1956
|                                                                                               |                                                                      |       |        |                                                                                   |
| 11 juli Olympisch kwalificatietoernooi voetbal 1956 № 17 «onderlinge duels» 18:30 uur (UTC+3) | Sovjet-Unie                                                          | 5 – 0 | Israël | Dinamostadion, Moskou Toeschouwers: 54.000 Scheidsrechter: Mervyn Griffiths (WAL) |
| 11 juli Olympisch kwalificatietoernooi voetbal 1956 № 17 «onderlinge duels» 18:30 uur (UTC+3) | Boris Tatoesjin 2' Valentin Ivanov 26', 71' Nikita Simonjan 45', 78' |       |        | Dinamostadion, Moskou Toeschouwers: 54.000 Scheidsrechter: Mervyn Griffiths (WAL) |

|                                                                                               |                    |       |                                       |                                                                                           |
| 31 juli Olympisch kwalificatietoernooi voetbal 1956 № 18 «onderlinge duels» 17:00 uur (UTC+3) | Israël             | 1 – 2 | Sovjet-Unie                           | Ramat Ganstadion, Ramat Gan Toeschouwers: 60.000 Scheidsrechter: Francesco Liverani (ITA) |
| 31 juli Olympisch kwalificatietoernooi voetbal 1956 № 18 «onderlinge duels» 17:00 uur (UTC+3) | Nahum Stelmach 64' |       | 59' Anatoli Iljin 79' Boris Tatoesjin | Ramat Ganstadion, Ramat Gan Toeschouwers: 60.000 Scheidsrechter: Francesco Liverani (ITA) |

| Aziatisch kampioenschap voetbal 1956 |
| ------------------------------------ |

|                                                                                |                     |       |                              |                                                                                                |
| 1 september Azië Cup Groepswedstrijd № 19 «onderlinge duels» 19:00 uur (UTC+8) | Hongkong            | 2 – 3 | Israël                       | Government Stadium, Hongkong Toeschouwers: 15.000 Scheidsrechter: Harold Arthur Sheppard (ENG) |
| 1 september Azië Cup Groepswedstrijd № 19 «onderlinge duels» 19:00 uur (UTC+8) | Au Chi Yin 12', 66' |       | 37', 76' Glazer 69' Stelmach | Government Stadium, Hongkong Toeschouwers: 15.000 Scheidsrechter: Harold Arthur Sheppard (ENG) |

|                                                                                |                                     |       |              |                                                                                      |
| 8 september Azië Cup Groepswedstrijd № 20 «onderlinge duels» 19:00 uur (UTC+8) | Zuid-Korea                          | 2 – 1 | Israël       | Government Stadium, Hongkong Toeschouwers: 15.000 Scheidsrechter: Trong Van Ty (VSO) |
| 8 september Azië Cup Groepswedstrijd № 20 «onderlinge duels» 19:00 uur (UTC+8) | Woo Sang-kwon 52' Sung Nak-woon 64' |       | 71' Stelmach | Government Stadium, Hongkong Toeschouwers: 15.000 Scheidsrechter: Trong Van Ty (VSO) |

|                                                                                 |                   |       |                   |                                                                                      |
| 12 september Azië Cup Groepswedstrijd № 21 «onderlinge duels» 19:00 uur (UTC+8) | Zuid-Vietnam      | 1 – 2 | Israël            | Government Stadium, Hongkong Toeschouwers: 10.000 Scheidsrechter: Tommy Tucker (ENG) |
| 12 september Azië Cup Groepswedstrijd № 21 «onderlinge duels» 19:00 uur (UTC+8) | Trần Văn Tổng 58' |       | 14', 27' Stelmach | Government Stadium, Hongkong Toeschouwers: 10.000 Scheidsrechter: Tommy Tucker (ENG) |

|  |  |  |  |  |  |  |  |  |

### 1957
|                                                                       |                                                                     |       |           |                                                                                 |
| 8 oktober Vriendschappelijk № 22 «onderlinge duels» 15:30 uur (UTC+2) | Israël                                                              | 4 – 5 | Frankrijk | Ramat Ganstadion, Ramat Gan Toeschouwers: 22.000 Scheidsrechter: Leo Horn (NED) |
| 8 oktober Vriendschappelijk № 22 «onderlinge duels» 15:30 uur (UTC+2) | Bohos Ghougasian 22', 90' Hanoch Mordechovich 52' Yeoshua Glaze 80' |       | ?         | Ramat Ganstadion, Ramat Gan Toeschouwers: 22.000 Scheidsrechter: Leo Horn (NED) |

### 1958
|                                                                           |        |                                   |       |                                                                                       |
| 15 januari WK 1958 kwalificatie № 23 «onderlinge duels» 14:45 uur (UTC+2) | Israël | 0 – 2                             | Wales | Ramat Ganstadion, Ramat Gan Toeschouwers: 55.000 Scheidsrechter: Maurice Guigue (FRA) |
| 15 januari WK 1958 kwalificatie № 23 «onderlinge duels» 14:45 uur (UTC+2) |        | 38' Ivor Allchurch 65' Dave Bowen |       | Ramat Ganstadion, Ramat Gan Toeschouwers: 55.000 Scheidsrechter: Maurice Guigue (FRA) |

|                                                                         |                                    |       |        |                                                                                |
| 5 februari WK 1958 kwalificatie № 24 «onderlinge duels» 15:00 uur (UTC) | Wales                              | 2 – 0 | Israël | Ninian Park, Cardiff Toeschouwers: 30.263 Scheidsrechter: Klaas Schipper (NED) |
| 5 februari WK 1958 kwalificatie № 24 «onderlinge duels» 15:00 uur (UTC) | Ivor Allchurch 76' Cliff Jones 80' |       |        | Ninian Park, Cardiff Toeschouwers: 30.263 Scheidsrechter: Klaas Schipper (NED) |

| Aziatische Spelen 1958 |
| ---------------------- |

|                                                                                 |      |                                                                   |        |                                                                                         |
| 26 mei Aziatische Spelen 1958 Groep D № 25 «onderlinge duels» 14:00 uur (UTC+9) | Iran | 0 – 4                                                             | Israël | Metropolitan Stadium, Tokio Toeschouwers: 7.000 Scheidsrechter: Shigeaki Murakata (JPN) |
| 26 mei Aziatische Spelen 1958 Groep D № 25 «onderlinge duels» 14:00 uur (UTC+9) |      | 21' Yeoshua Glazer 30', 78' Nahum Stelmach 67' (pen.) Noah Reznik |        | Metropolitan Stadium, Tokio Toeschouwers: 7.000 Scheidsrechter: Shigeaki Murakata (JPN) |

|                                                               |           |       |                                     |                                                                                |
| 28 mei Aziatische Spelen 1958 Groep D № 26 «onderlinge duels» | Singapore | 1 – 2 | Israël                              | Korakuenstadion, Tokio Toeschouwers: 1.500 Scheidsrechter: Yozo Yokoyama (JPN) |
| 28 mei Aziatische Spelen 1958 Groep D № 26 «onderlinge duels» | ?         |       | 5' Shlomo Nahari 42' Nahum Stelmach | Korakuenstadion, Tokio Toeschouwers: 1.500 Scheidsrechter: Yozo Yokoyama (JPN) |

|                                                                                     |        |       |        |                                                                                     |
| 30 mei Aziatische Spelen 1958 Kwartfinale № 27 «onderlinge duels» 14:00 uur (UTC+9) | Taiwan | 2 – 0 | Israël | Metropolitan Stadium, Tokio Toeschouwers: 5.000 Scheidsrechter: In Dong-Chung (KOR) |
| 30 mei Aziatische Spelen 1958 Kwartfinale № 27 «onderlinge duels» 14:00 uur (UTC+9) | ?      |       |        | Metropolitan Stadium, Tokio Toeschouwers: 5.000 Scheidsrechter: In Dong-Chung (KOR) |

|  |  |  |  |  |  |  |  |  |

### 1959
|                                                                     | |       |                                        |                                                                                     |
| 21 juni Vriendschappelijk № 28 «onderlinge duels» 17:30 uur (UTC+2) | Polen                                                                                                   | 7 – 2 | Israël                                 | Olympiastadion, Wrocław Toeschouwers: 60.000 Scheidsrechter: Sándor Harangozó (HUN) |
| 21 juni Vriendschappelijk № 28 «onderlinge duels» 17:30 uur (UTC+2) | Stanisław Hachorek 23', 65' Zbigniew Szarzyński 28', 62' Jan Liberda 32', 90' Krzysztof Baszkiewicz 58' |       | 38' Yosef Goldstein 67' Nahum Stelmach | Olympiastadion, Wrocław Toeschouwers: 60.000 Scheidsrechter: Sándor Harangozó (HUN) |

|                                                                                                  |                         |       |                         |                                                                                    |
| 21 oktober Olympisch kwalificatietoernooi voetbal 1960 № 29 «onderlinge duels» 15:00 uur (UTC+2) | Israël                  | 2 – 2 | Joegoslavië             | Ramat Ganstadion, Ramat Gan Toeschouwers: 40.000 Scheidsrechter: Orhan Gönül (TUR) |
| 21 oktober Olympisch kwalificatietoernooi voetbal 1960 № 29 «onderlinge duels» 15:00 uur (UTC+2) | Nahum Stelmach 64', 73' |       | 7', 76' Borivoje Kostić | Ramat Ganstadion, Ramat Gan Toeschouwers: 40.000 Scheidsrechter: Orhan Gönül (TUR) |

|                                                                         |               |       |                 |                                                                                 |
| 29 november Vriendschappelijk № 30 «onderlinge duels» 14:30 uur (UTC+2) | Israël        | 1 – 1 | Polen           | Ramat Ganstadion, Ramat Gan Toeschouwers: 50.000 Scheidsrechter: Leo Horn (NED) |
| 29 november Vriendschappelijk № 30 «onderlinge duels» 14:30 uur (UTC+2) | Rafi Levi 60' |       | 84' Ernest Pohl | Ramat Ganstadion, Ramat Gan Toeschouwers: 50.000 Scheidsrechter: Leo Horn (NED) |

|                                                                                    |      |       |        |                                                                                               |
| 5 december Azië Cup 1960 kwalificatie № 31 «onderlinge duels» 16:00 uur (UTC+5:30) | Iran | 3 – 0 | Israël | Maharaja College Stadium, Kochi Toeschouwers: 30.000 Scheidsrechter: Pratul Chakraborty (IND) |
| 5 december Azië Cup 1960 kwalificatie № 31 «onderlinge duels» 16:00 uur (UTC+5:30) | ?    |       |        | Maharaja College Stadium, Kochi Toeschouwers: 30.000 Scheidsrechter: Pratul Chakraborty (IND) |

|                                                               |       |       |                         |                                                                                             |
| 8 december Azië Cup 1960 kwalificatie № 32 «onderlinge duels» | India | 1 – 3 | Israël                  | Maharaja College Stadium, Kochi Toeschouwers: 25.000 Scheidsrechter: Gholam Firouzfar (IRN) |
| 8 december Azië Cup 1960 kwalificatie № 32 «onderlinge duels» | ?     |       | 35', 43', 53' Rafi Levi | Maharaja College Stadium, Kochi Toeschouwers: 25.000 Scheidsrechter: Gholam Firouzfar (IRN) |

|                                                                |          |                                  |        |                                                                                               |
| 10 december Azië Cup 1960 kwalificatie № 33 «onderlinge duels» | Pakistan | 0 – 2                            | Israël | Maharaja College Stadium, Kochi Toeschouwers: 15.000 Scheidsrechter: Pratul Chakraborty (IND) |
| 10 december Azië Cup 1960 kwalificatie № 33 «onderlinge duels» |          | 55' Rafi Levi 65' Nahum Stelmach |        | Maharaja College Stadium, Kochi Toeschouwers: 15.000 Scheidsrechter: Pratul Chakraborty (IND) |

|                                                                |      |       |                    |                                                                                               |
| 12 december Azië Cup 1960 kwalificatie № 34 «onderlinge duels» | Iran | 1 – 1 | Israël             | Maharaja College Stadium, Kochi Toeschouwers: 15.000 Scheidsrechter: Pratul Chakraborty (IND) |
| 12 december Azië Cup 1960 kwalificatie № 34 «onderlinge duels» | ?    |       | 9' Avraham Menchel | Maharaja College Stadium, Kochi Toeschouwers: 15.000 Scheidsrechter: Pratul Chakraborty (IND) |

|                                                                |       |       |                                  |                                                                                         |
| 16 december Azië Cup 1960 kwalificatie № 35 «onderlinge duels» | India | 1 – 2 | Israël                           | Maharaja College Stadium, Kochi Toeschouwers: 35.000 Scheidsrechter: T. Natarajan (MAS) |
| 16 december Azië Cup 1960 kwalificatie № 35 «onderlinge duels» | ?     |       | 11' Nahum Stelmach 75' Rafi Levi | Maharaja College Stadium, Kochi Toeschouwers: 35.000 Scheidsrechter: T. Natarajan (MAS) |

|                                                                |          |       |                                          |                                                                                              |
| 17 december Azië Cup 1960 kwalificatie № 36 «onderlinge duels» | Pakistan | 2 – 2 | Israël                                   | Maharaja College Stadium, Kochi Toeschouwers: 15.000 Scheidsrechter: Angarai Jayaraman (IND) |
| 17 december Azië Cup 1960 kwalificatie № 36 «onderlinge duels» | ?        |       | 60' Avraham Menchel 68' Zecharia Ratzabi | Maharaja College Stadium, Kochi Toeschouwers: 15.000 Scheidsrechter: Angarai Jayaraman (IND) |

UEFA: Albanië · België · Bulgarije · Denemarken · West-Duitsland · Duitse Democratische Republiek · Engeland · Finland · Frankrijk · Griekenland · Hongarije · Ierland · IJsland · Italië · Joegoslavië · Kroatië · Luxemburg · Malta · Nederland · Noord-Ierland · Noorwegen · Oostenrijk · Polen · Portugal · Roemenië · Saarland · Schotland · Sovjet-Unie · Spanje · Tsjecho-Slowakije · Turkije · Wales · Zweden · Zwitserland

AFC: Israël
IFA · A-internationals · Kwalificatiewedstrijden · Bondscoaches · Statistieken · Israëlisch vrouwenelftal · Olympisch elftal · Israël U21 · Israël U20 · Israël U19 · Israël U18 · Israël U17 · Israël U16
1934 – 1939 · 
1940 – 1949 · 
1950 – 1959 · 
1960 – 1969 · 
1970 – 1979 · 
1980 – 1989 · 
1990 – 1999 · 
2000 – 2009 · 
2010 – 2019 ·
2020 − 2029
WK 1970
1934 · 
1935–1937 · 
1938 · 
1939 · 
1948 · 
1941–1947 · 
1948 · 
1949 · 
1950 · 
1951–1952 · 
1953 · 
1954 · 
1955 · 
1956 · 
1957 · 
1958 · 
1959 · 
1960 · 
1961 · 
1962 · 
1963 · 
1964 · 
1965 · 
1966 · 
1967 · 
1968 · 
1969 · 
1970 · 
1971 · 
1972 · 
1973 · 
1974 · 
1975 · 
1976 · 
1977 · 
1978 · 
1979 · 
1980 · 
1981 · 
1982 · 
1983 · 
1984 · 
1985 · 
1986 · 
1987 · 
1988 · 
1989 · 
1990 · 
1991 · 
1992 · 
1993 · 
1994 · 
1995 · 
1996 · 
1997 · 
1998 · 
1999 · 
2000 · 
2001 · 
2002 · 
2003 · 
2004 · 
2005 · 
2006 · 
2007 · 
2008 · 
2009 · 
2010 · 
2011 · 
2012 · 
2013 · 
2014 · 
2015 ·
2016 ·
2017 ·
2018 ·
2019 ·
2020 ·
2021 ·
2022 ·
2023
Albanië · 
Andorra ·
Argentinië ·
Armenië ·
Australië ·
Azerbeidzjan ·
België ·
Bosnië en Herzegovina ·
Brazilië ·
Bulgarije ·
Chili ·
Colombia ·
Cyprus ·
Denemarken ·
Duitsland ·
Engeland ·
Estland ·
Ethiopië ·
Faeröer ·
Filipijnen ·
Finland ·
Frankrijk ·
Georgië ·
GOS ·
Griekenland ·
Guatemala ·
Honduras ·
Hongarije ·
Hongkong ·
Ierland ·
IJsland ·
India ·
Iran ·
Italië ·
Ivoorkust ·
Japan ·
Joegoslavië ·
Kosovo ·
Kroatië ·
Letland ·
Liechtenstein ·
Litouwen ·
Luxemburg ·
Maleisië ·
Malta ·
Mexico ·
Moldavië ·
Montenegro ·
Myanmar ·
Nederland ·
Nieuw-Zeeland ·
Noord-Ierland ·
Noord-Macedonië ·
Noorwegen ·
Oekraïne ·
Oezbekistan ·
Oostenrijk ·
Pakistan ·
Polen ·
Portugal ·
Roemenië ·
Rusland ·
San Marino ·
Schotland ·
Servië ·
Singapore ·
Slovenië ·
Slowakije ·
Sovjet-Unie ·
Spanje ·
Taiwan ·
Thailand ·
Tsjechië ·
Turkije ·
Uruguay ·
Verenigde Staten ·
Wales ·
Wit-Rusland ·
Zambia ·
Zuid-Afrika ·
Zuid-Korea ·
Zuid-Vietnam ·
Zweden ·
Zwitserland